# Companhia de Jesus no Brasil
A história da Companhia de Jesus no Brasil teve início com a chegada dos jesuítas em 1549 à Bahia, no início do período do Brasil Colônia (1500–1815), onde fundaram um colégio religioso e iniciaram a catequese dos índios.
Posteriormente, já na segunda metade do século XVIII, seriam expulsos de Portugal e de suas colônias pelo Marquês de Pombal. Atualmente, possuem vários colégios e universidades dispersos pelo país, além de paróquias e atuação no apostolado social, bem como na formação do clero, religiosos e leigos católicos. Os primeiros jesuítas que Inácio de Loyola enviou para a América foram o espanhol José de Anchieta e o português Manuel da Nóbrega.

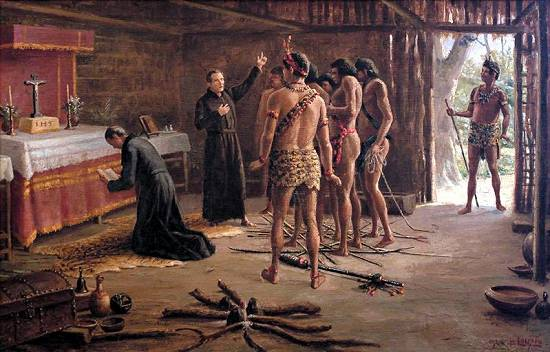
“Anchieta e Nóbrega na cabana de Pindobuçu”, por Benedito Calixto (1927). Acervo do Museu do Ipiranga. A pregação de jesuítas como Anchieta e Nóbrega no Brasil foi uma inculturação recíproca entre a influência do cristianismo para as crenças e costumes dos nativos, utilizando elementos da cultura indígena como uma melhor forma de ensinar a doutrina cristã para eles.

## Os jesuítas no Brasil

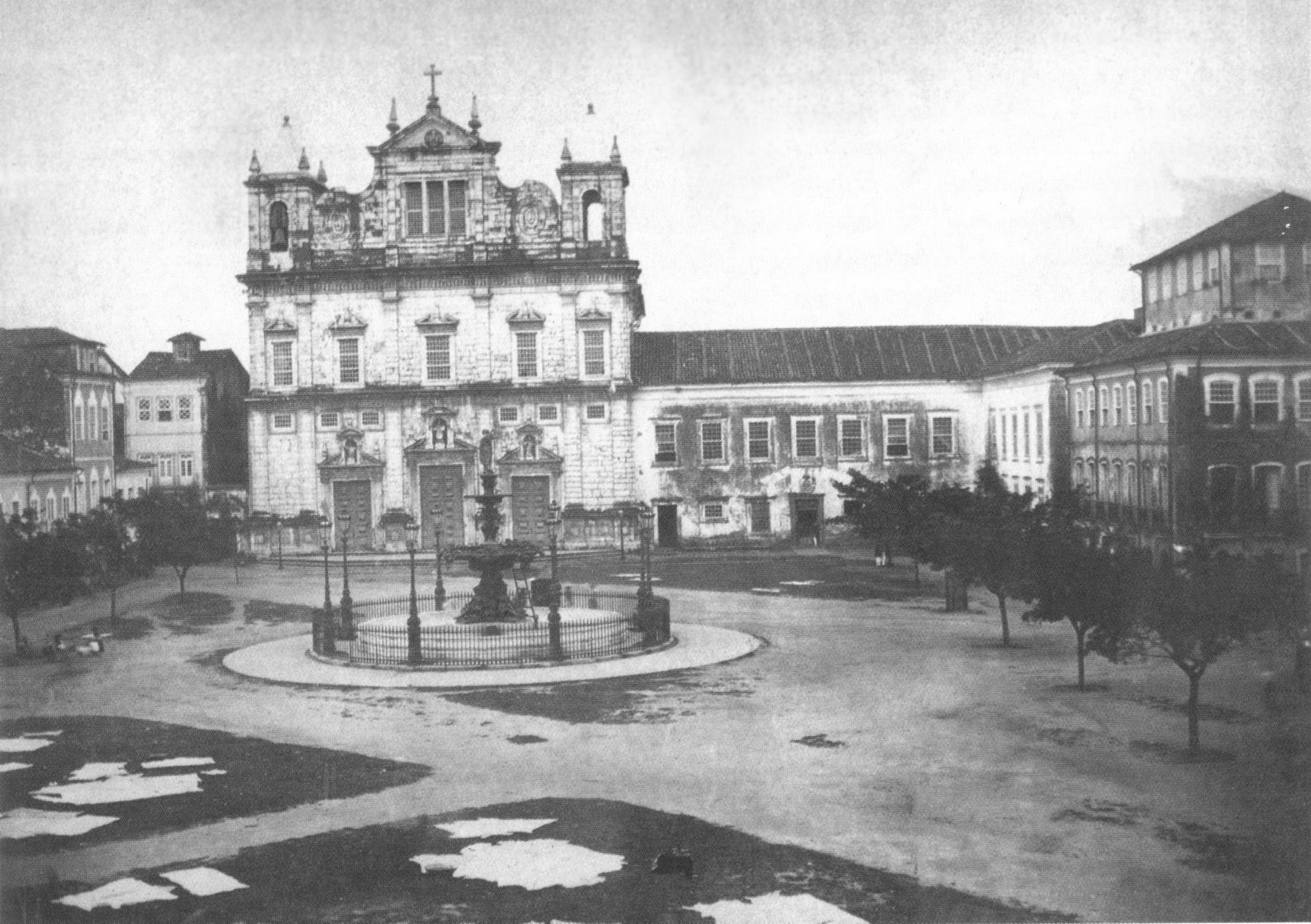
Vista do Terreiro de Jesus, em Salvador, no ano de 1862, com a antiga Igreja do Colégio dos Jesuítas (anexo à direita) - atual Catedral Basílica - ao fundo, fundado pelo padre Manuel da Nóbrega em 1550.

Os jesuítas chegaram ao Brasil em 1549 e começaram sua catequese erguendo um colégio em Salvador da Bahia, fundando a Província Brasileira da Companhia de Jesus. Vinham na armada de Tomé de Sousa, chefiados por Manuel da Nóbrega, e eram eles os Padres Leonardo Nunes, João de Azpilcueta Navarro, Vicente Rodrigues, Antonio Pires e o Irmão Diogo Jácome. A segunda leva aconteceu em 1550 na armada de Simão da Gama. O primeiro Bispo chegou em 1552 e em 1553 aportou José de Anchieta na armada de Duarte Góis. Também em 1553, os jesuítas do Brasil passaram a ser organizados enquanto Província da Companhia, independente da Província Jesuítica de Portugal, foi a primeira província jesuítica a ser estabelecida no continente americano.

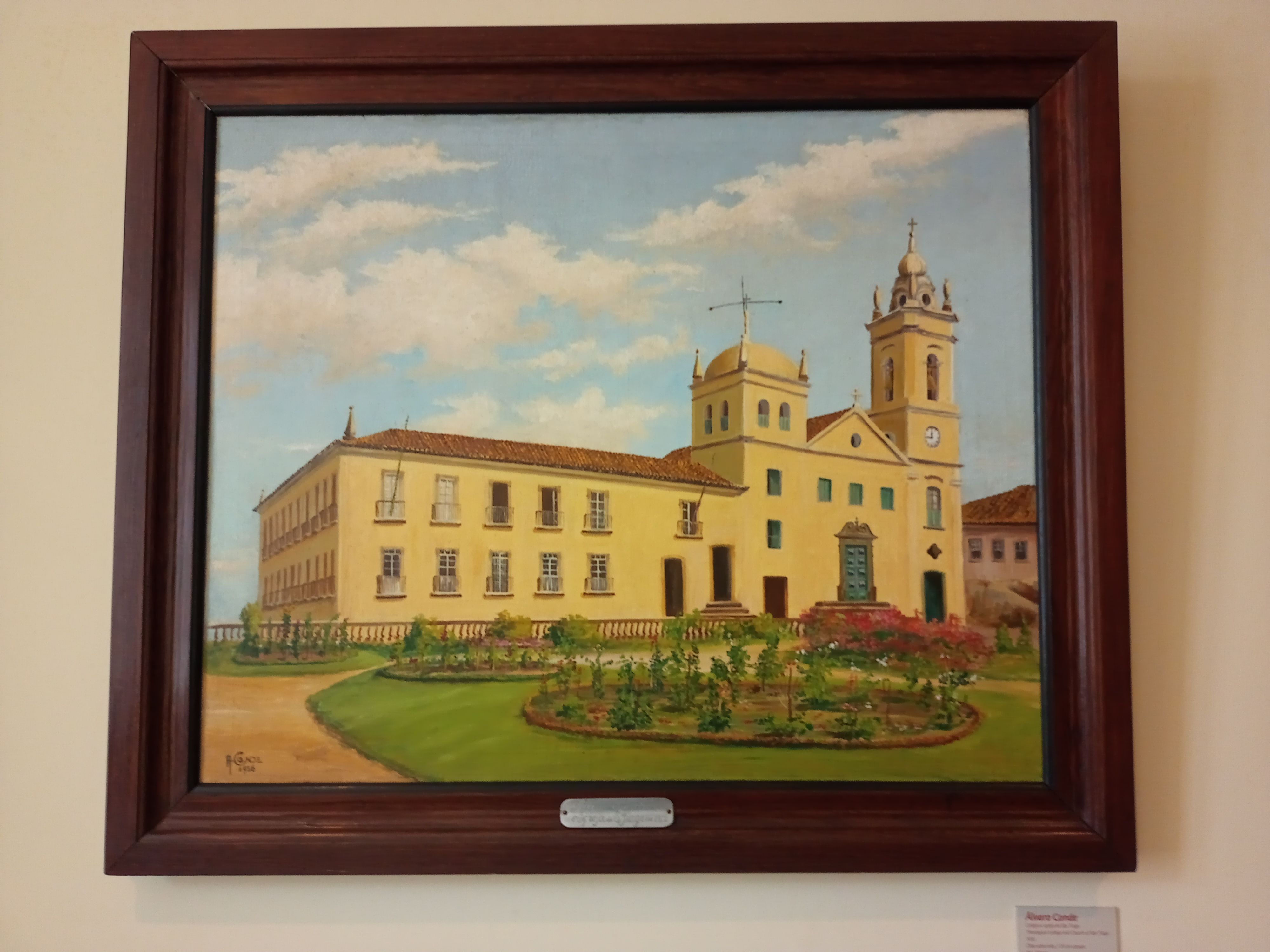
Fundada pelo padre Afonso Brás em 1551, a antiga Igreja de São Tiago e Colégio dos Jesuítas de Vitória, no Espírito Santo, em 1912, onde o padre José de Anchieta viveu e foi sepultado. Atual Palácio Anchieta, sede do governo capixaba. Pintura de 1956, acervo do palácio.

Cinquenta anos mais tarde já tinham colégios pelo litoral, de Santa Catarina ao Ceará. Quando foram expulsos em 1759, eram 670 por todo o país, distribuídos em aldeias, missões, colégios e seminários.

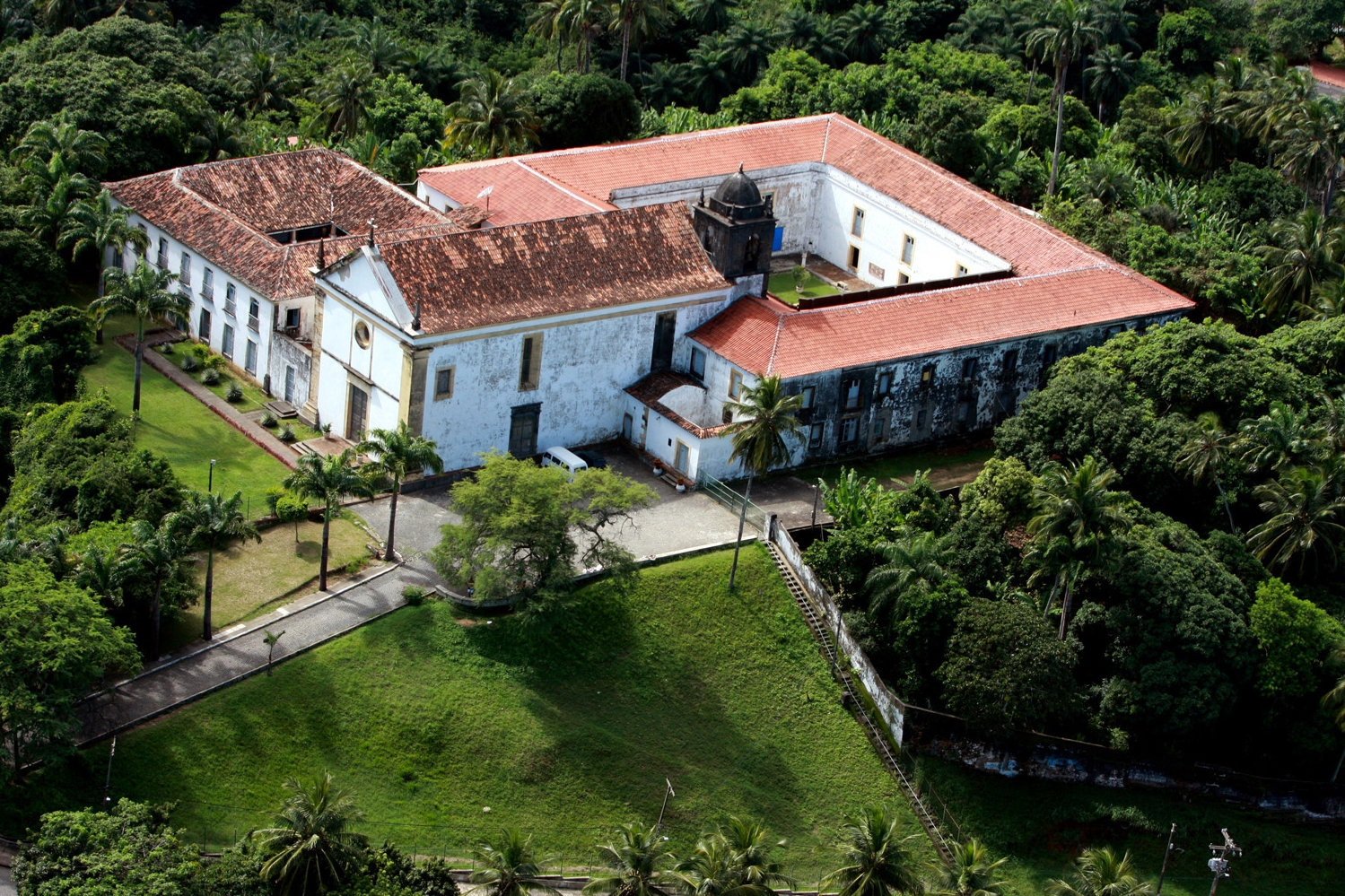
Igreja de Nossa Senhora da Graça e Seminário de Olinda, no Pernambuco, construída pelo padre Antônio Pires em 1551, com o auxílio do donatário Duarte Coelho.

Os nomes grandiosos são evidentemente os de Manuel da Nóbrega, José de Anchieta e Antônio Vieira. Não se podem esquecer Leonardo Nunes, Vicente Pires ou o padre João de Azpilcueta Navarro. Varnhagen nos diz que este fora logo mandado para Porto Seguro, capitania onde estavam os melhores intérpretes da língua tupi, talvez ainda - em avançada idade? - alguns dos ali deixados por Cabral e depois pela primeira armada exploradora. Vieram ainda os irmãos Diogo Jácome e Vicente Rodrigues. Haviam partido de Portugal a 1 de fevereiro de 1549. Na Bahia, participaram da fundação da cidade de Salvador. Leonardo Nunes e Diogo Jácome foram imediatamente enviados para as aldeias das capitanias de Ilhéus e de Porto Seguro, em missão de catequese. Pouco depois, o irmão Vicente Rodrigues foi substituir o padre Leonardo, que seguiu para o Sul, rumo à capitania de São Vicente.

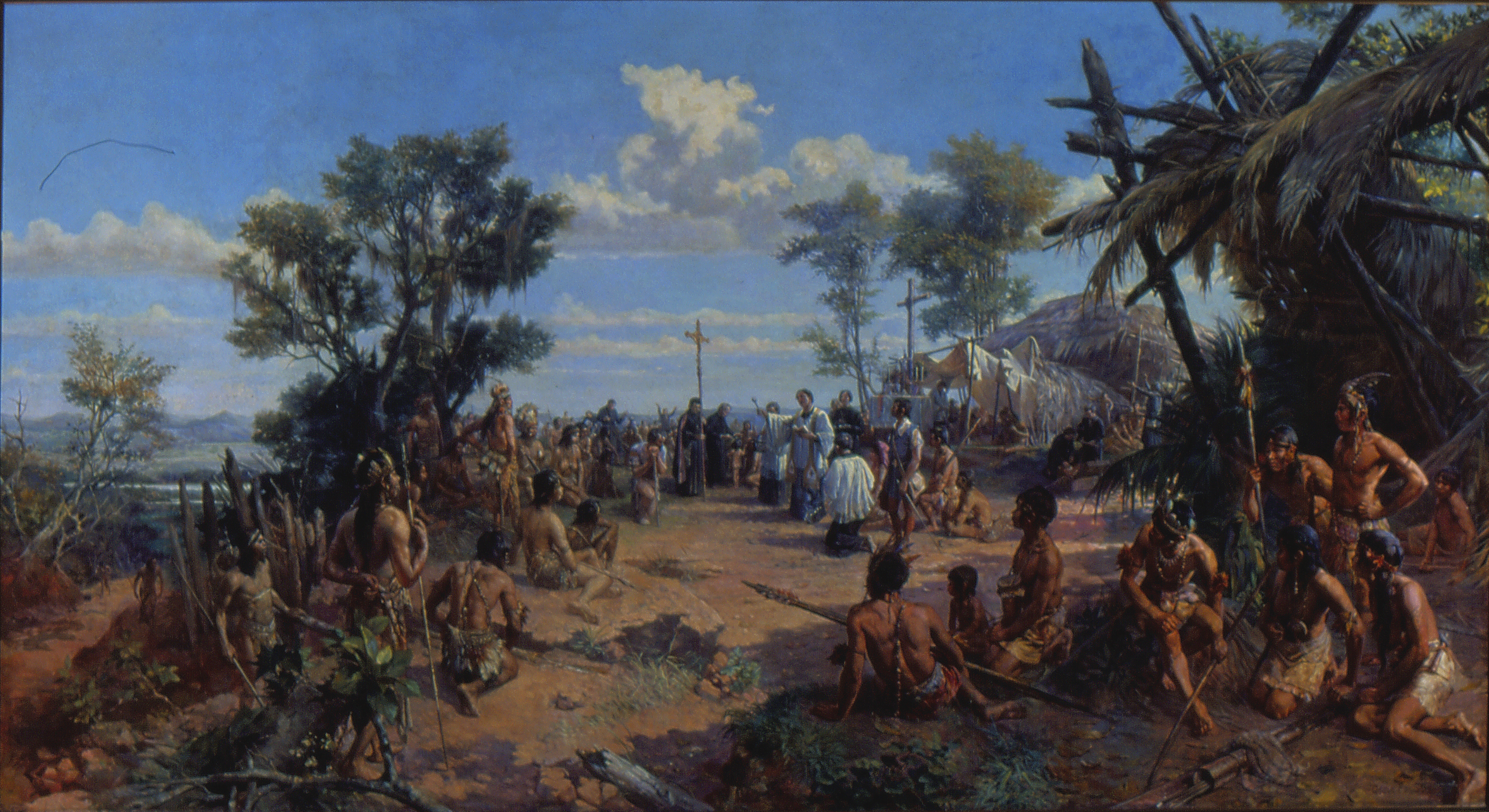
Fundação da Cidade de São Paulo, com Nóbrega comandando a missa, Anchieta e Paiva ao fundo. Pintura de Oscar Pereira da Silva, de 1909. Acervo do Museu do Ipiranga.

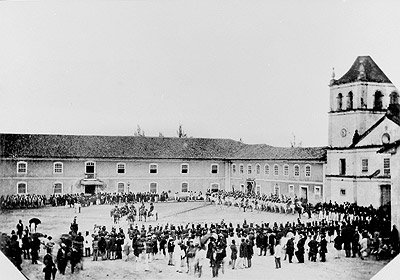
Pátio do Colégio, em São Paulo, fundado por Nóbrega, Anchieta, Paiva e Brás em 1554. Fotografia de Militão Augusto de Azevedo, em 1862. Ponto de origem da expansão territorial e da colonização do interior do país, e hoje a maior cidade do Hemisfério Sul e a quinta maior cidade do mundo.

José de Anchieta também esteve em Porto Seguro e, em carta reproduzida por Accioli, diz: "Aqui temos casa em que vivem de ordinário seis dos nossos, três padres e três irmãos; vivem de esmolas, ajudados dos da Bahia, como a casa dos Ilhéus. Têm a seu cargo duas aldeias de índios, uma cinco léguas da vila para o sul, outra quatro para o norte. Não estão os padres muito bem recebidos nesta terra por causa dos Capitães e outros homens que não nos são muito benévolos, mas bem empregados, maxime em atender aos índios, porque com os portugueses não se tira muito fruto." E, adiante, descreve a terra: "Os homens e mulheres portugueses nesta terra se vestem limpamente de todas as sedas, veludos, damascos, razes e mais panos finos como em Portugal e nisto se tratam com fausto, máxime as mulheres que vestem muitas sedas e joias e creio que nisto levam vantagem, por não serem tão nobres, às de Portugal, e todos, assim homens como mulheres, como aqui vem, se fazem senhores e reis por terem muitos escravos e fazendas de açúcar, por onde reina o ódio e lascívia e o vício da murmuração geralmente…"
Republicadas, nas "Primeiras Cartas do Brasil" aparecem as primeiras cartas escritas no Brasil. Foram impressas em Coimbra em duas coletâneas – de 1551 e de 1555 – e ainda impressionam pela força de suas informações e sinceridade do relato. Observadores atentos, os jesuítas descrevem suas aventuras entre índios e colonos, procissões na selva, conversões, fugas, cenas de canibalismo, milagres, construções de igrejas e casas, expedições cercadas de perigos. A objetividade e simplicidade das cartas – que encantaram os leitores quinhentistas - transformaram-nas em sucesso editorial ao serem traduzidas em diversas línguas.

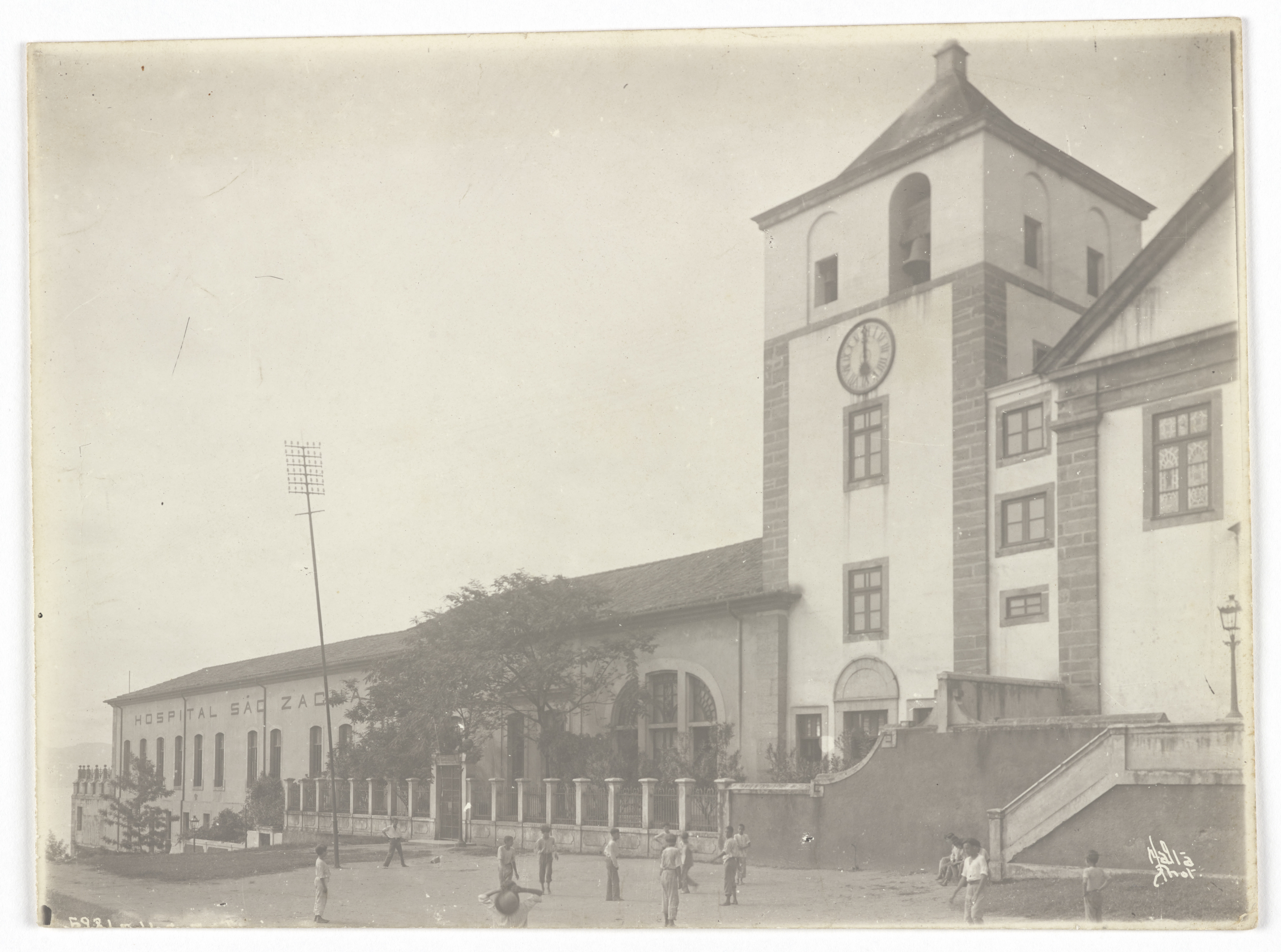
Igreja de Santo Inácio ou dos Jesuítas, no Morro do Castelo, no Rio de Janeiro, ao lado do Hospital São Zacharias, antigo Colégio dos Jesuítas, fundado por Nóbrega em 1567. Fotografia de Augusto Malta, por volta de 1920. Acervo do Instituto Moreira Salles.

Simão Rodrigues nos conta que em 1555 "se achavam em toda a Província 26 sujeitos da Companhia, quatro na Bahia, dois em Porto Seguro, dois no Espírito Santo, cinco em São Vicente e 13 em Piratininga." Leonardo do Vale, padre de Bragança que esteve com Mem de Sá na Guanabara, residiu um tempo em Porto Seguro e outro em Piratininga. Era professor no Colégio da Bahia em 1567 e deixou um vocabulário da língua tupi. Também por Porto Seguro esteve em 1568 o padre Inácio de Azevedo, beatificado em 1854 pelo Papa Pio IX como um dos Quarenta Mártires do Brasil».

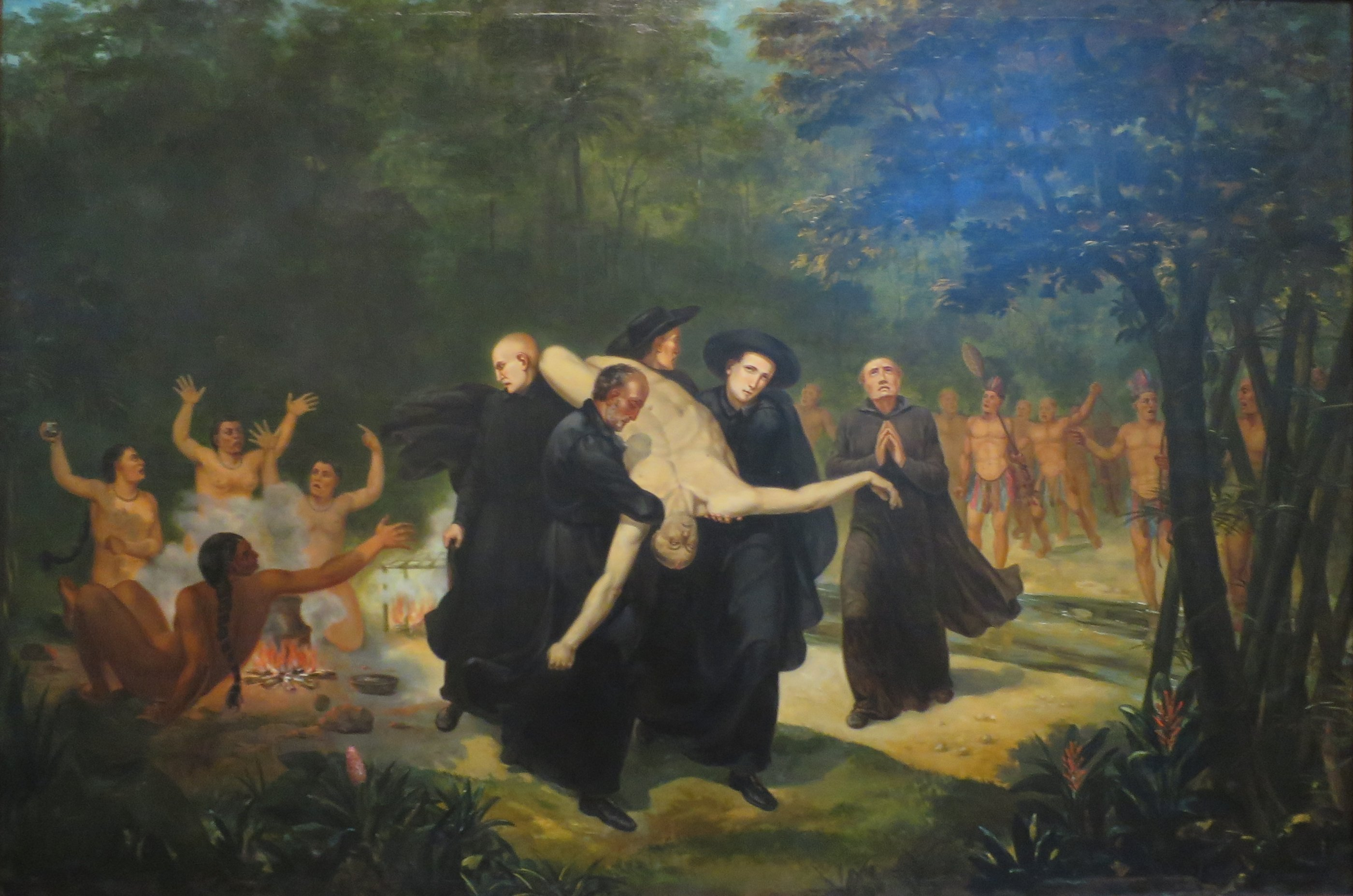
Nóbrega e os seus Companheiros, pintura de Manuel Joaquim de Melo Corte Real, de 1843. Acervo do Museu Nacional de Belas Artes.

Numerosas aldeias jesuíticas foram criadas na região sertaneja, respaldadas pelos Colégios da Bahia e de Pernambuco. As relações entre Colégios e Missões eram tensas, pois os primeiros pensavam privilegiar os "descimentos", enquanto as missões defendiam os "aldeamentos". Eram sistemas distintos. A disputa entre Garcia d´Avila, senhor da Casa da Torre, que em 1669 destruiu residências e aldeias no sertão e o padre Jacob Roland, missionário jesuíta entre os tapuias, ilustra bem a tensão.

As Cartas Ânuas do período (1690-1693), nos Catálogos (1679-1694) e outras encontram-se abundantes referências às aldeias dos tapuias (pagi tapuyarum). Uma carta de 1702 para a Junta das Missões apresenta muito bem a situação. As missões continuariam até a expulsão dos jesuítas em 1759.

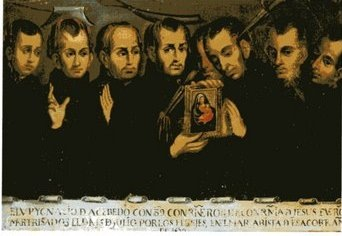
Os Quarenta Mártires do Brasil, um grupo de jesuítas que estavam a caminho do Brasil, mas que foram atacados e afogados próximo das Ilhas Canárias, em 1570.

Foram os que, dos religiosos, desempenharam o maior papel na colonização. Além do Colégio de Salvador, estabeleceram, imediatamente, residências em Porto Seguro e Ilhéus. A partir destes pontos, criaram várias aldeias em suas vizinhanças. Durante o século XVI, existiram na capitania de Porto Seguro nove missões das quais se conhecem os nomes de pelo menos seis: Casa do Salvador, em Porto Seguro; Aldeia do Espírito Santo de Patatiba (1564), atual Vale Verde; Aldeia de Caravelas (1581); São João Batista (1586), atual arraial de Trancoso; Santo André e São Mateus, situadas, respectivamente, em frente à Vila de Santa Cruz Cabrália e ao sul de Porto Seguro. Devido aos ataques dos índios, estavam reduzidas, em 1643, a quatro.

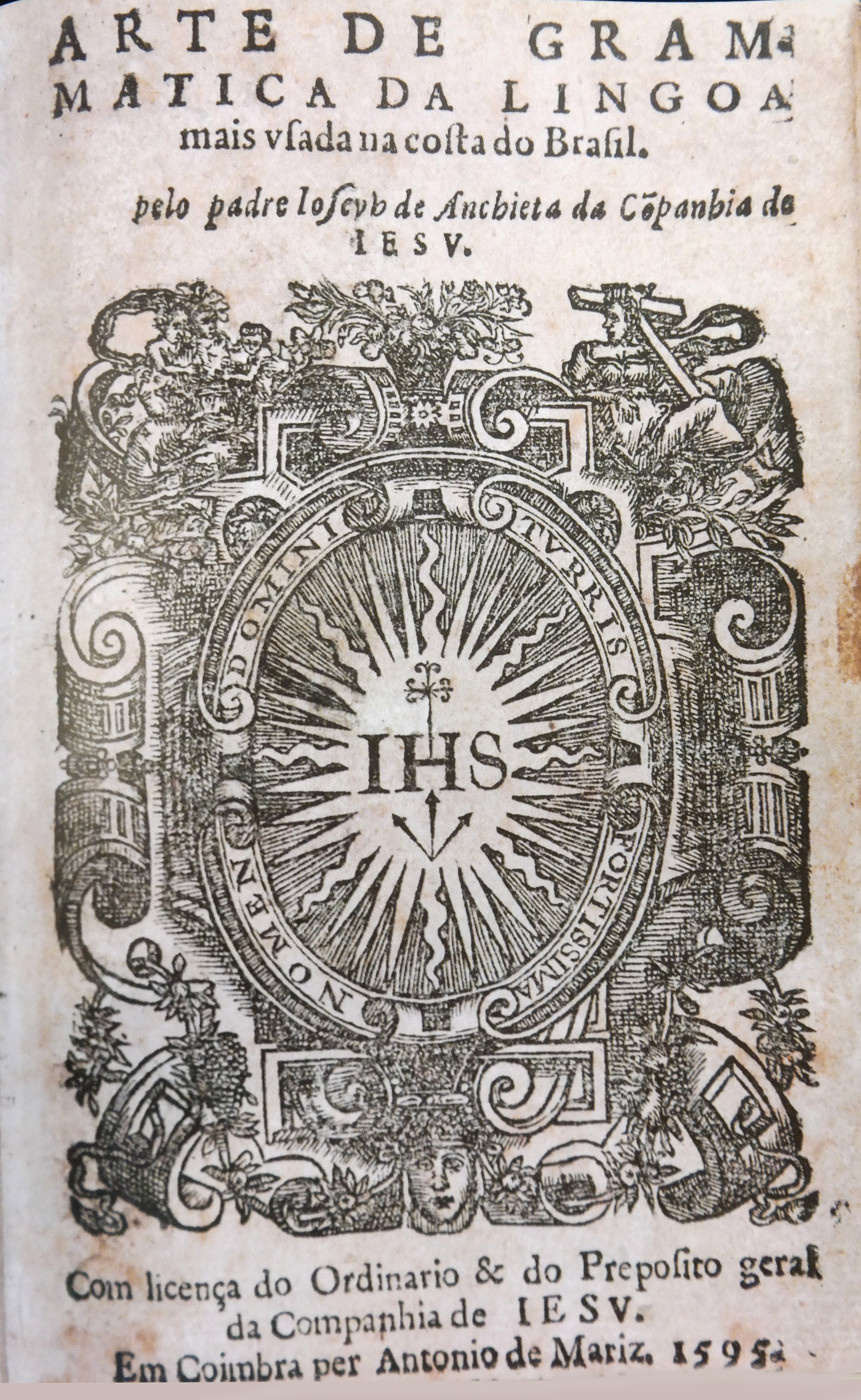
Arte de gramática da língua mais usada na costa do Brasil, 1595, de José de Anchieta. Foi a primeira obra publicada sobre a gramática da língua tupi.

Na Capitania de Ilhéus, receberam grandes glebas de terras, fundaram ali residências, colégios e aldeias. Em 1563, Mem de Sá doou ao Colégio da Bahia a chamada sesmaria das 12 léguas de Camamu, que havia recebido, em 1537, de Jorge Figueiredo Correia e se estendia do Rio Jequié, em Nilo Peçanha, até duas léguas ao norte do Rio de Contas, em Itacaré. Ali os jesuítas fundaram a Aldeia e Residência de Boipeba e a Aldeia de N. S. da Assunção do Camamu. No atual município de Ilhéus, fundaram o Colégio de Nossa Senhora da Assunção, além de possuírem o Engenho de Sant'Ana, doado em 1563, pela filha de Mem de Sá, ao Colégio de Santo Antão de Lisboa.

## Trabalho no século XVII

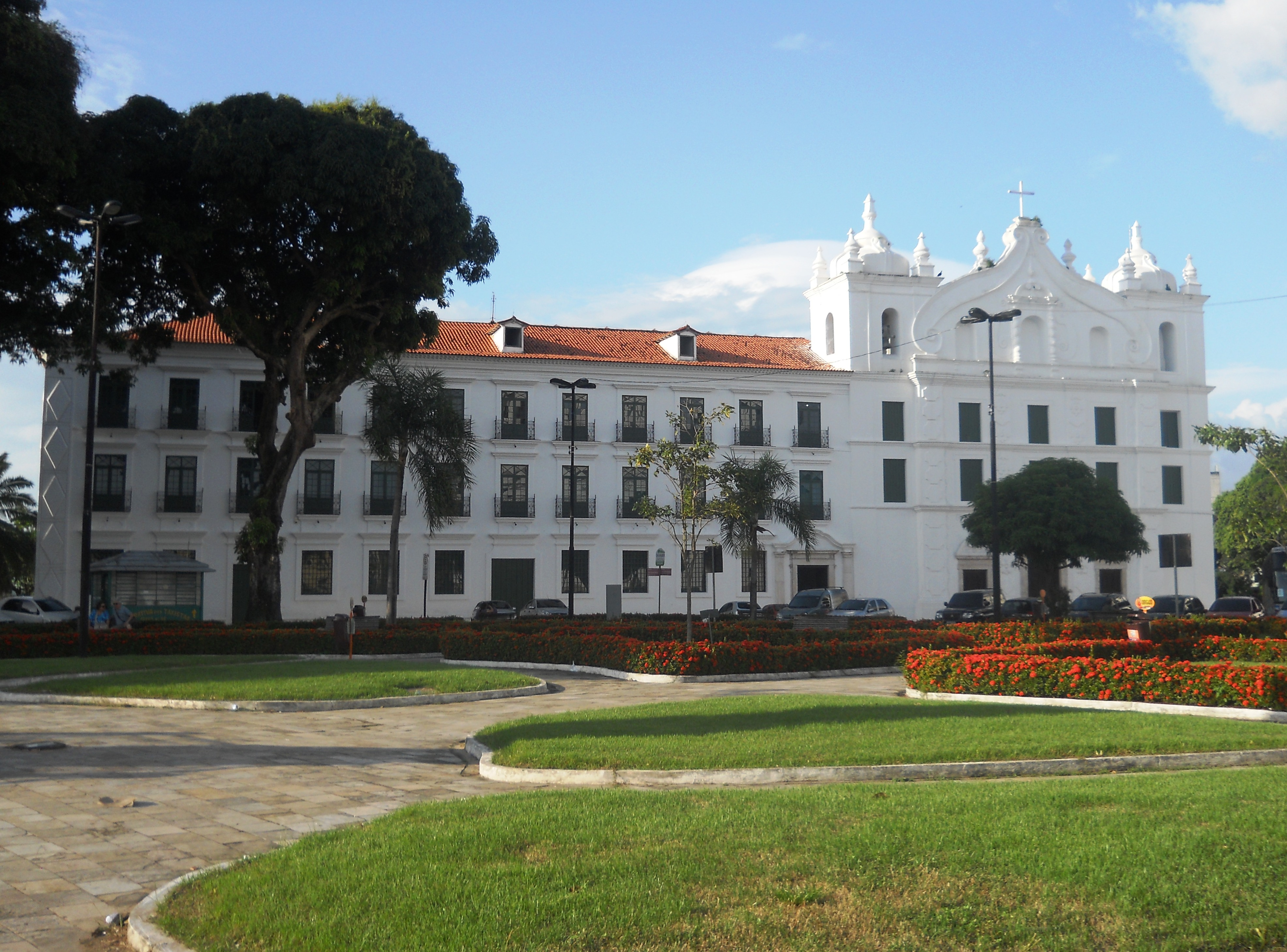
Igreja de Santo Alexandre e antigo Colégio dos Jesuítas, na região da Feliz Lusitânia, em Belém do Pará. Estabelecida no século XVII.

Durante o século XVII, os esforços de colonização portugueses se concentraram na região entre Valença a Itacaré, onde se localizava a sesmaria dos jesuítas. A região passou a ter o papel de produtora de gêneros alimentícios e materiais de construção para Salvador e para o Recôncavo canavieiro. A aldeia de Boipeba, por exemplo, teve grande crescimento, devido à fuga de colonos do continente, temerosos dos ataques dos Aimorés, sendo elevada a vila entre 1608 e 1610. Os jesuítas, por seu turno, criam na aldeia de Nossa Senhora da Assunção (em Camamu) um engenho que se encontrava em construção em 1604 e seria destruído pelos holandeses em 1640. Criaram, também, a Aldeia da Purificação, ou Nossa Senhora das Candeias de Maraú (1654), atual Barcelos do Sul; a Residência de São Francisco Xavier, no Morro do Galeão (1623), e a Igreja de Santo Inácio, ambas em Cairu Estado da Bahia, além da Aldeia de Santo André e São Miguel de Sirinhaém (1683), atual Ituberá.

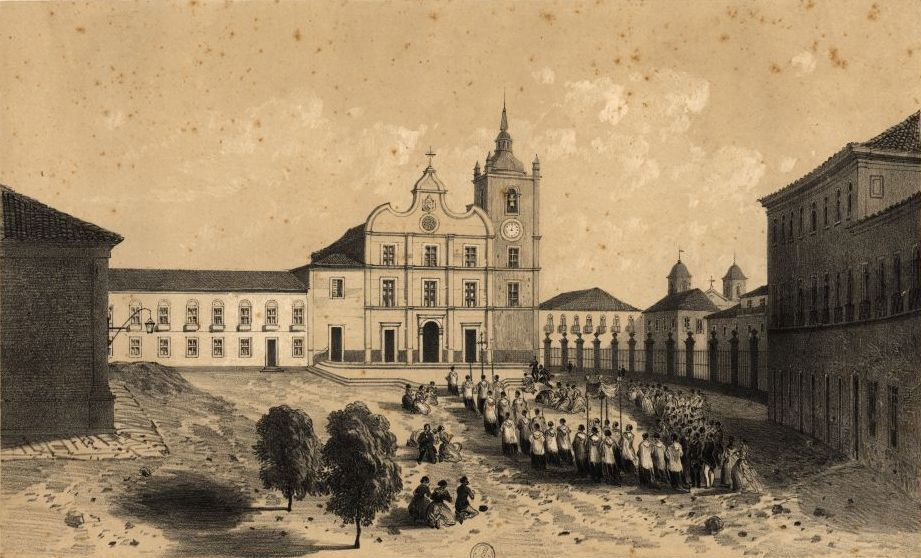
Catedral de São Luís, em 1860, antiga Igreja e Colégio dos Jesuítas de São Luís do Maranhão. Estabelecida pelo padre Luís Figueira, e onde o padre Antônio Vieira viveu e publicou alguns de seus sermões.

Fora dos tabuleiros de Valença, os jesuítas fundaram a aldeia de Nossa Senhora da Escada, em Olivença, capitania de Ilhéus, organizada como residência fixa a partir da penúltima década do século XVII.

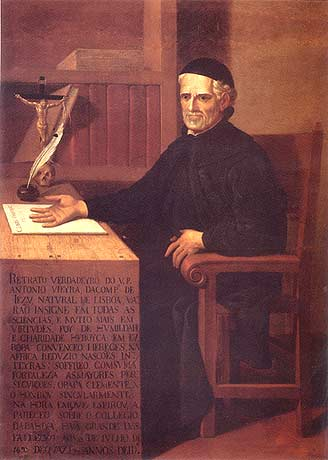
Padre Antônio Vieira, jesuíta de grande destaque no Brasil Colonial, especialmente pela sua extensa obra, escrita durante suas viagens missionárias pelo Nordeste e Norte do Brasil, no século XVII.

### Embates em São Paulo e no Rio de Janeiro
Houve violentas disputas em São Paulo com os bandeirantes. Em 10 de junho de 1612 houve uma reclamação do «povo de São Paulo» perante o conselho, contra os jesuítas; assinaram José Ortiz de Camargo, Amador Bueno, Antônio Raposo Tavares, Bartolomeu Bueno, Pedro Leme, Aleixo Leme, Henrique da Cunha Gago, Antônio Bicudo, Antônio de Oliveira, Sebastião Leme, Antônio Fernandes, Domingos Pires, Diogo Pires, Pedro Nunes de Pontes, Geraldo Correia Sardinha, Belchior da Costa, Gonçalo Madeira, Pascoal Leite Furtado, Duarte Machado, Manuel Godinho, André Gonçalves, Ascenso Ribeiro, Manuel Francisco Pinto, Fernão Dias, Pedro Dias, Francisco Preto, Rafael de Oliveira, João do Prado, e outros.

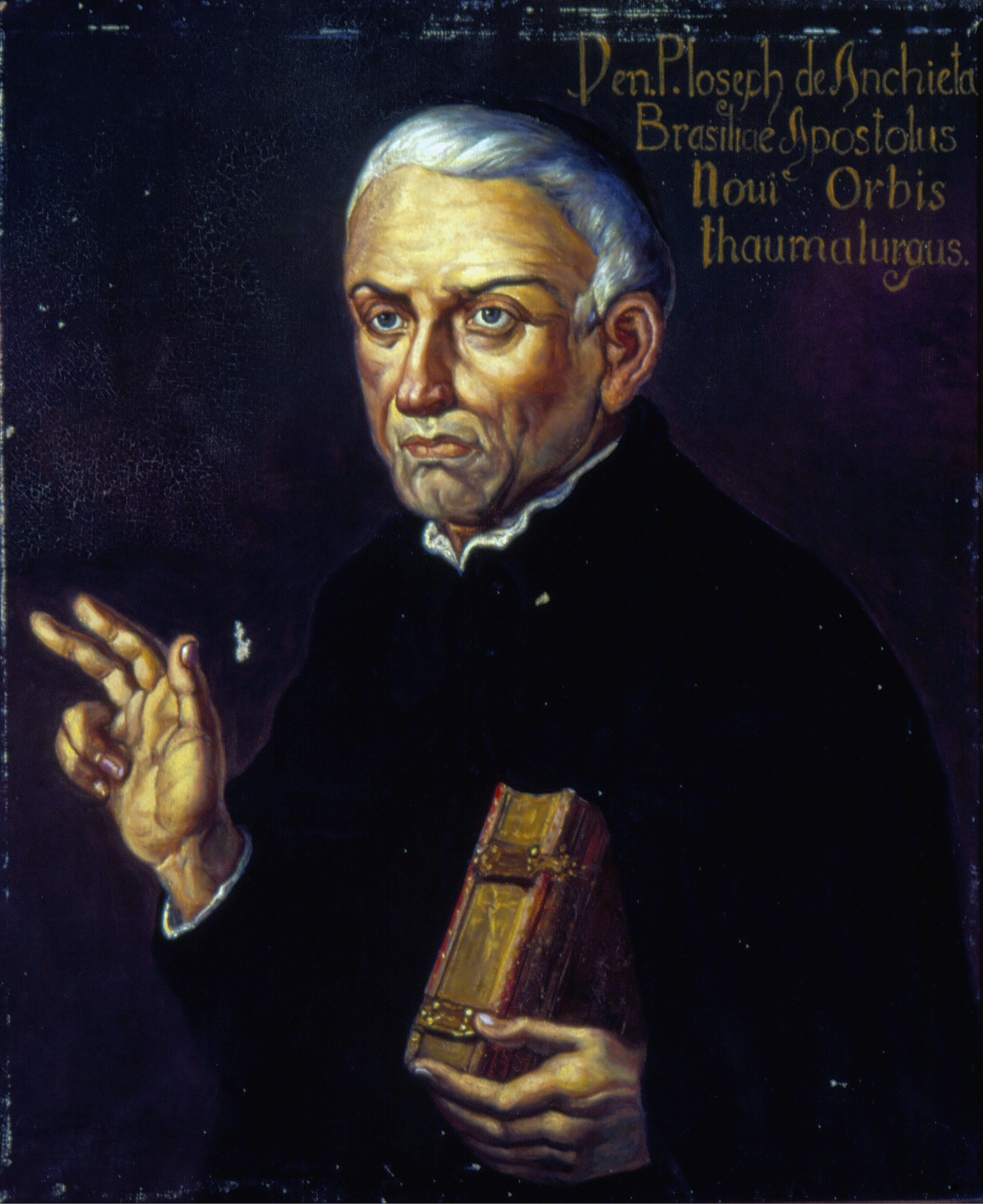
O missionário espanhol José de Anchieta foi, junto com Manuel da Nóbrega, o primeiro jesuíta que Inácio de Loyola envia para a América.

Era conflito velho e pouco violento do que o anterior, pois a câmara e o povo negaram aos jesuítas qualquer  intromissão no governo das aldeias dos índios, pois o rei só lhes havia concedido a administração espiritual deles. Os padres recuaram com protestos dos oficiais da Câmara, o juiz ordinário Jusepe de Camargo à frente, e grande número dos principais, homens bons e da governança da terra. Houve novo embate em 1621.

### Motins em São Paulo
Em 1640, ocorreu o episódio mais grave no Brasil Colônia, conhecido como «a botada dos padres fora» que durou muitos anos (padres queriam o cumprimento das bulas do Papa Urbano VIII sobre a liberdade dos índios). Somente em 14 de maio de 1653, os oficiais da Câmara de São Paulo assinaram um termo, homens bons e padres da Companhia pelo qual foram os direitos «restituídos aos seus colégios na capitania». Foi importante o papel do bandeirante Fernão Dias Pais, cujo irmão foi o Padre João Leite da Silva, celebrado por suas virtudes, instrução, letras e zelo apostólico. Eram frequentes na colônia ocorrerem dissídios entre as autoridades do Reino e as eclesiásticas.
Em 1683 haveria outro violento conflito, onde os padres eram prestigiados por Pedro Taques de Almeida, capitão-mor da capitania, o primo riquíssimo Padre Dr. Guilherme Pompeu de Almeida, o grande bandeirante Lourenço Castanho Taques, junto com duas matronas opulentas, D. Leonor de Siqueira (viúva do sertanista Luís Pedroso de Barros) e sua filha, esposa de Pedro Taques, D. Ângela de Siqueira. Com grande fortuna, Leonor ajudou a erguer de pedra e cal a torre do Colégio, enquanto a filha de encarregou da fachada. A reconstrução acabou em 1694.  Era reitor o padre Manuel Correia. Haverá um depoimento em 1701 de que a igreja valia a pena pela obra de talha dourada!
Ainda não estava pacificada a situação quando aos índios em 1685: em 8 de março, tendo-se espalhado rumores de que o povo tentava outra vez expulsar os padres da Companhia, reuniram-se os homens bons da vila de São Paulo na casa do conselho e elegeram o Bispo D. José de Barros Alarcão (três anos em São Paulo) e o capitão-mor Pedro Taques de Almeida para tratarem com o provincial da Companhia, Alexandre de Gusmão, o meio de se concertarem. O Bispo e Taques se dirigiram ao colégio e acertaram com Gusmão que o «procurador da companhia de Jesus, que estava para ir a Roma, se encarregaria de solicitar e alcançar permissão para se poder ir ao sertão trazer índios ao grêmio da igreja e educá-los na fé, podendo deste modo os moradores possui-los e tê-los em seu poder.»
O povo aplaudiu o acordo e foi ratificado pela Carte Régia de 9 de novembro de 1690, com a restrição de que não era permitido entradas com bandeiras no sertão senão em auxílio dos padres que fossem pregar a fé, e que só era permitido trazer índios que voluntariamente  quisessem vir.
Houve nova tentativa dos paulistas de expulsar os jesuítas mas em 24 de julho de 1687, foi feita acomodação, sendo lavrado um termo na câmara por intermédio do padre português Francisco de Morais.

#### Expulsão do Brasil
O século XVIII assistiu à expulsão dos jesuítas do Brasil, sequestrando-se seus bens.
- 1 - Em Sergipe: as sesmarias concedidas ao tempo da fundação da Capitania; prédios na Tejupeba; em Jaboatão; no local denominado Retiro (próximo a atual cidade de Laranjeiras); terras perto da atual cidade de Maroim; terrenos em Japaratuba; e residências.

Em Jaboatão os jesuítas construíram o mosteiro, um cruzeiro de pedra e a igreja dedicada a Nossa Senhora das Agonias. Segundo José Bezerra dos Santos, o autor do romance O Tesouro de Jaboatão, “os cristãos que se aproximavam daquele abrigo ofereceram-se, voluntariamente, para executarem a escavação de um enorme subterrâneo, sob o monte, o que fizeram um labirinto e largos corredores, onde foram enterrados os bens mais preciosos da igreja, para ficarem a salvo das incursões dos flamengos, protestantes, inimigos da Igreja, que avançavam sertão adentro”. Para este autor, o «Tesouro de Jaboatão» não foi deixado, no século XVIII, quando da expulsão dos jesuítas, mas estava guardado desde o século anterior, por temor dos holandeses em Sergipe, nas margens do rio São Francisco. Haveria assim uma acumulação de riquezas, protegidas de todas as investidas que pudessem ameaçá-lo. A tese estaria fundamentada na ação do Vaticano, em 1630, ordenando recolher a rica imagem de Nossa Senhora das Agonias, salvando-a de um assalto flamengo.
Os registros indicaram que em 1694 os jesuítas já tinham uma fazenda e a “Residência de Jaboatão no rio de São Francisco». Sabia-se também que moravam em Jaboatão o padre João Nogueira, Procurador das Fazendas de Sergipe, e o irmão carpinteiro Francisco Simões, que fizeram as obras da Fazenda Tejupeba. Em 1757, quando os vigários das diversas Freguesias sergipanas fizeram o levantamento, o pároco de Vila Nova (hoje Neópolis) tratou de Jaboatão, e considerou uma Fazenda Modelo “com sua igreja de Nossa Senhora do Desterro, bem ornada e aprazível, além do mesmo Hospício e morada dos religiosos ser muito claro e vistoso e saudável com as casas de seus escravos arruadas, e tudo com muita direção.” Em 1760, o Edital da Junta pondo em arrematação os bens, estavam declarados: “Seis moradas e casas, chãos e foros na cidade de São Cristóvão de Sergipe del Rei, a Fazenda de Jaboatão e de Tejupeba e suas anexas, com casas de moradores, currais, gados e escravaturas, no distrito da Comarca de Sergipe del Rei.”
Em 1759, movido por um forte Iluminismo anticlerical, o Marques de Pombal promoveu a expulsão dos missionários de todos os territórios portugueses, com a motivação de terem grande autonomia política e econômica que conseguiam com a catequese e, também de haver uma conspiração contra a Coroa Portuguesa (Carlos III também expulsou das terras espanholas em 1767), pois durante as Guerras Guaraníticas os padres das missões do sul armaram os índios contra as autoridades portuguesas, ocorrendo o sumiço das reduções jesuíticas. No Brasil, essa expulsão fragilizou a educação escolar, pois o sistema que o Marques colocou como substituto, chamado de “Aulas Régias”, não funcionará. No século XIX houve a repovoação das áreas dos Sete Povos das Missões (atual Rio Grande do Sul) com imigrantes alemães, italianos e poloneses.

## Região Sul
Por outro lado, a Companhia de Jesus teve uma atuação notável também no sul do Brasil, na área que antigamente estava sob o domínio espanhol (1580-1640) que compreendia todo o oeste dos atuais estados meridionais, concentrando-se na região do Guayrá, atual Paraná, e Itatins, atual Mato Grosso do Sul. Ali se formou uma civilização à parte da brasileira, mas também baseada no sistema de aldeamentos de indígenas adotado pelos jesuítas portugueses em outras partes do Brasil, as Reduções ou Missões, dentre as quais se destacaram os chamados Sete Povos das Missões. Suas relíquias arquitetônicas e artísticas comprovam o elevado nível cultural ali adquirido, sendo parte desta riqueza declarada Patrimônio da Humanidade pela UNESCO, como o Sítio Arqueológico de São Miguel Arcanjo. Significativa estatuária ainda permanece em diversos museus locais como o Museu das Missões e o Museu Júlio de Castilhos, e espalhada em templos e colégios e coleções privadas, e hoje em conjunto é patrimônio nacional tombado pelo IPHAE.
Os Sete Povos e reduções menores do sul sofreram pilhagens, massacres e foram obrigadas a abandonos e reconstruções em meio às disputas territoriais entre as coroas lusitana e espanhola, culminando na Guerra Guaranítica, e acabaram por ser extintas com a supressão da Ordem.

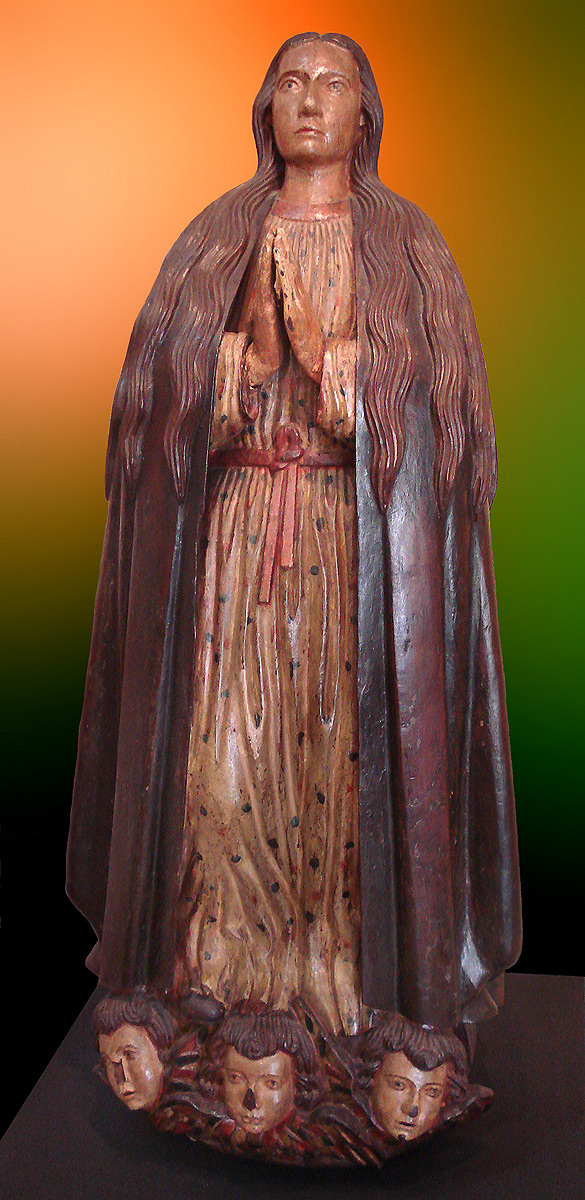
Nossa Senhora da Conceição, Museu Júlio de Castilhos, exemplo da estatuária missioneira.

## Século XIX
Apesar de desprovidos de permissão formal, por volta de 1840, um grupo de jesuítas vindos da região do Rio da Prata conseguiu estabelecer-se na província de Santa Catarina para promover a educação secundária.

## Atualmente
A Companhia de Jesus continua ativa no trabalho missionário e na educação, hoje em dia. No Brasil, os jesuítas são responsáveis por diversas universidades altamente reconhecidas no cenário nacional e internacional, suas principais são a Pontifícia Universidade Católica do Rio de Janeiro (PUC-RJ), a Universidade Católica de Pernambuco (UNICAP), a Universidade do Vale do Rio dos Sinos (UNISINOS-RS) e o Centro Universitário da Fundação Educacional Inaciana (FEI), além das instituições de ensino superior também é responsável por diversos colégios importantes, como o Colégio São Luís em São Paulo, o Colégio Santo Inácio no Rio de Janeiro, o Colégio Catarinense em Florianópolis e o Colégio Loyola em Belo Horizonte. Em Pernambuco, até 2006 funcionava o Colégio Nóbrega Jesuítas, no Recife. O Colégio funcionava no campus da UNICAP, funcionando no Palácio da Soledade, sede do Governo da Confederação do Equador. Atualmente o Colégio Nóbrega Jesuítas forma o Complexo Educacional Nóbrega, que é a nova sede do Liceu de Artes e Ofícios de Pernambuco, também mantido pela Ordem dos Jesuítas, sob a orientação da UNICAP, o Liceu que se trata de uma instituição de mais de 130 anos reconhecida no mundo inteiro, recebeu o nome de Liceu Nóbrega.
As obras dos jesuítas são inúmeras. Ocupam-se da formação do clero. Mantêm casas de exercícios espirituais inacianos pelo Brasil. Dois movimentos religiosos foram promovidos pelos jesuítas: o Apostolado da Oração e a Congregação Mariana. Vários jesuítas dedicam-se ao apostolado intelectual, quer nas universidades próprias da Companhia de Jesus, quer em outras universidades ou centros de formação. Algumas paróquias foram confiadas pelos bispos diocesanos aos jesuítas, que também se dedicam a este tipo de apostolado. O apostolado social consiste sobretudo na formação de pessoas e lideranças e assessoramento ao movimento social. Como parte deste apostolado social, mantêm centros que realizam análises sociais e econômicas para orientar as comunidades e movimentos sociais na defesa dos direitos humanos e promoção integral das pessoas. Colaboram também com a CNBB e a CRB.
O apostolado dos jesuítas é desenvolvido em parceria com muitos leigos e a Companhia de Jesus participa ativamente da formação dos leigos.  Entre as organizações de leigos em estreita colaboração com os jesuítas destacam-se a Comunidade de Vida Cristã (CVX), a Rede Apostólica Inaciana (RAI), a Comunidade de Vida Mariana, os Centros Loyola de Fé e Cultura e os Jovens Inacianos (JOIN).
Alguns teólogos jesuítas latino-americanos participam do desenvolvimento da Teologia da Libertação [carece de fontes?], corrente teológica controversa, que tem sofrido correções/sanções do Vaticano em alguns aspectos.

## Colégios e Universidades Jesuítas no Brasil
Atualmente, os jesuítas são mais conhecidos no Brasil por seu trabalho na área da educação. Os colégios jesuítas são tradicionais e reconhecidos centros de ensino. Esta é a lista dos colégios e Instituições de Ensino Superior jesuítas no Brasil:
- Colégio Santo Inácio, Rio de Janeiro, RJ
- Pontifícia Universidade Católica do Rio de Janeiro (PUC-Rio), Rio de Janeiro, RJ
- Centro Educativo Padre Agostinho Castejon - CEPAC, Rio de Janeiro, RJ
- Colégio Anchieta, Nova Friburgo, RJ
- Colégio Anchieta, Porto Alegre, RS
- Universidade do Vale do Rio dos Sinos (UNISINOS), São Leopoldo, RS
- Colégio Catarinense, Florianópolis, SC
- Colégio Medianeira, Curitiba, PR
- Colégio São Luís, São Paulo, SP
- Colégio São Francisco Xavier, São Paulo, SP
- Fundação Educacional Inaciana Pe. Sabóia de Medeiros (FEI), São Paulo e São Bernardo do Campo, SP
- Colégio dos Jesuítas, Juiz de Fora, MG
- Colégio Loyola, Belo Horizonte, MG
- Escola Técnica de Eletrônica Francisco Moreira da Costa, Santa Rita do Sapucaí, MG
- Creche Caiçaras - Colégio Loyola, Belo Horizonte, MG
- Faculdade Jesuíta de Filosofia e Teologia (FAJE), Belo Horizonte, MG
- Escola Superior Dom Helder Câmara, Belo Horizonte, MG
- Colégio Antônio Vieira, Salvador, BA
- Colégio Santo Inácio, Fortaleza, CE
- Colégio Diocesano, Teresina, PI
- Escola Padre Arrupe, Teresina, PI
- Liceu de Artes e Ofícios de Pernambuco, Recife, PE
- Universidade Católica de Pernambuco (UNICAP), Recife, PE

## Outras áreas de atuação
- Centro Cultural de Brasília, Brasília, DF
- Vila Kostka,Indaiatuba (Itaici), SP
- «Centro Loyola de Fé e Cultura / PUC-Rio»

## Bispos jesuítas do Brasil
- Dom Alessio Saccardo, SJ
- Dom Ângelo Maria Rivato, SJ
- Dom Aloysio José Leal Penna, SJ
- Dom José Carlos de Lima Vaz, SJ
- Dom João Evangelista Martins Terra, SJ
- Dom Luciano Pedro Mendes de Almeida, SJ

## Galeria

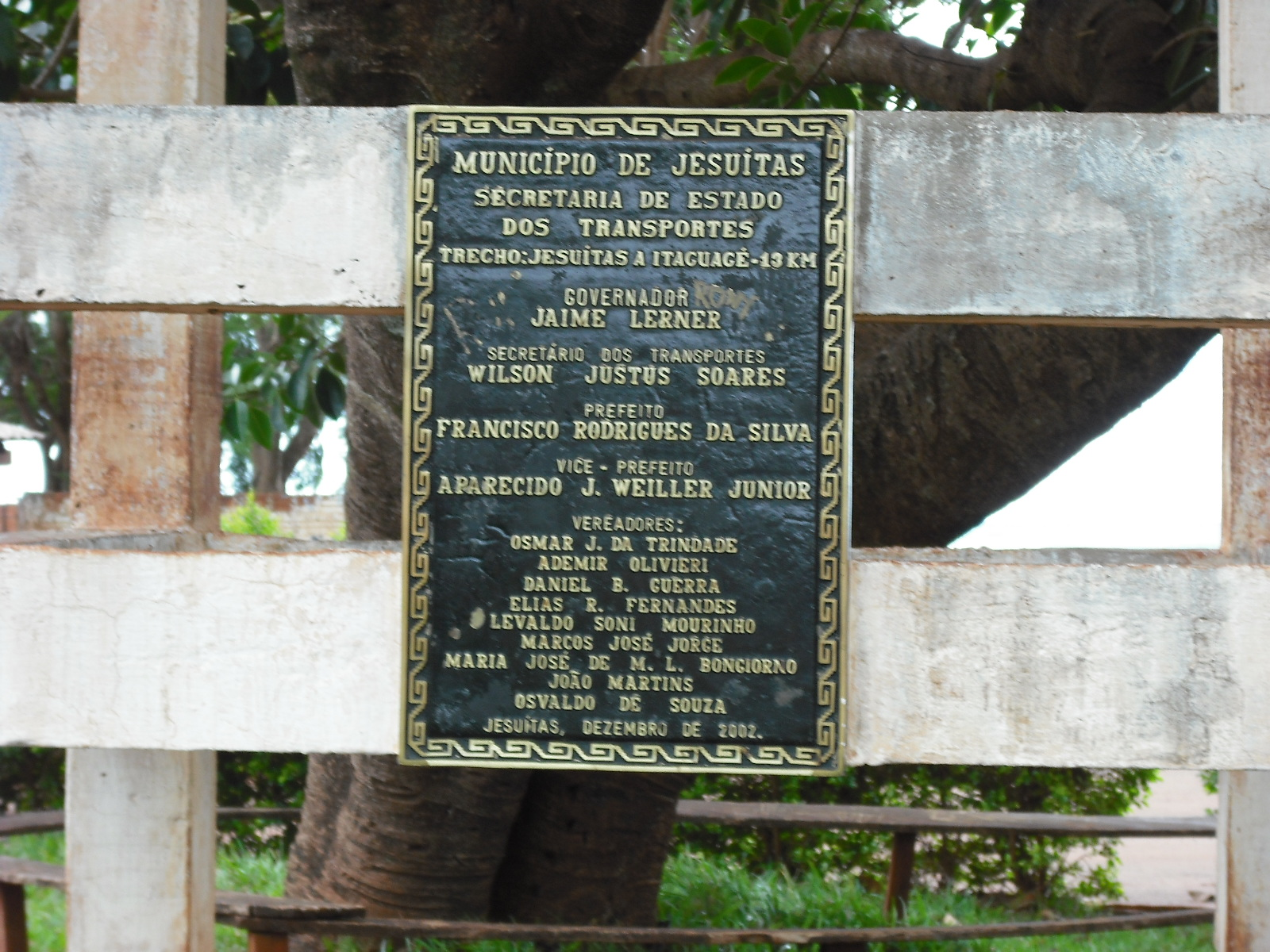
Itaguajé - Município de Jesuitas - Paraná, Brasil
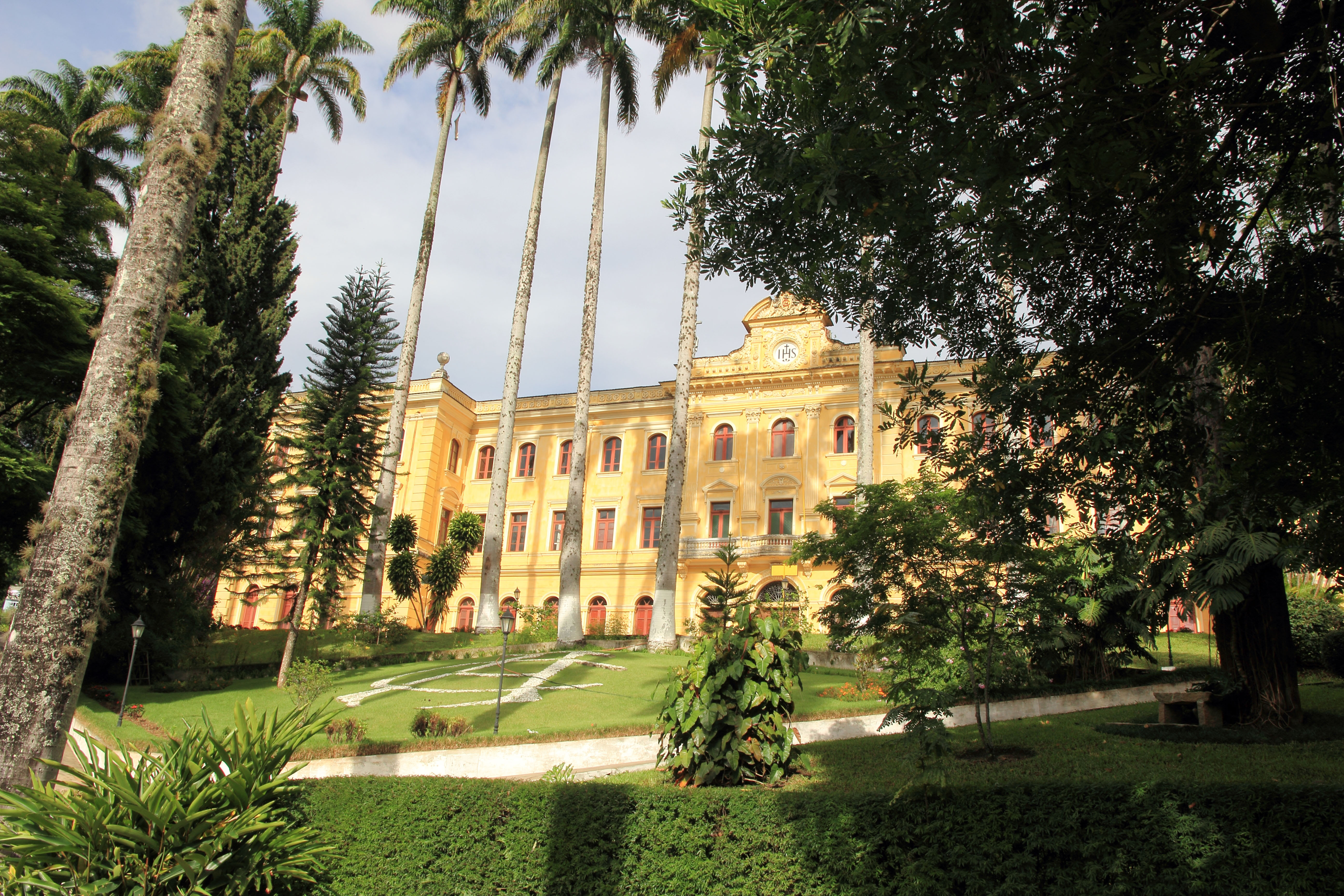
Colégio Anchieta, em Nova Friburgo, Rio de Janeiro, fundado pelos jesuítas em 1886.
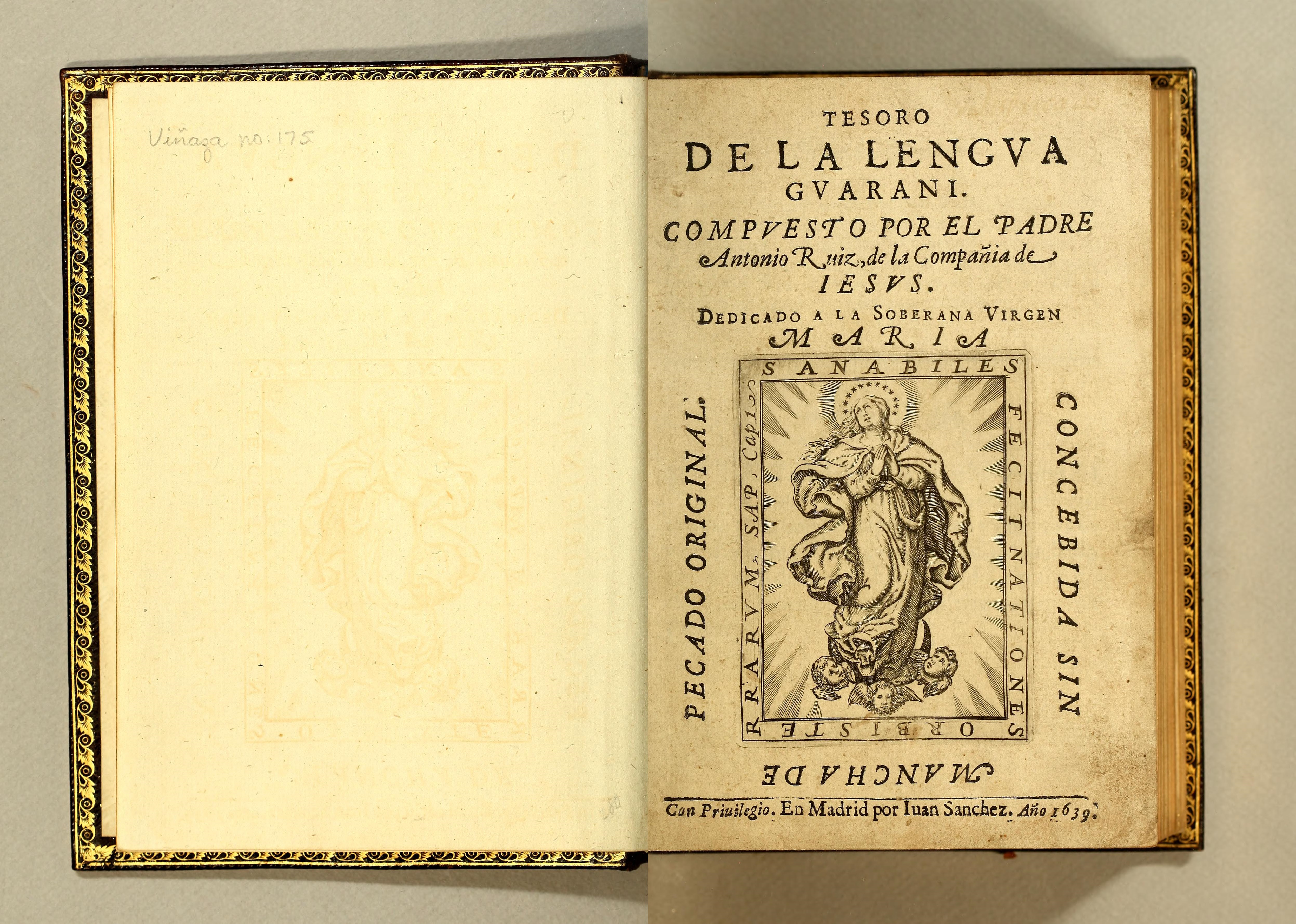
Tesoro de la Lengua Guaraní, 1639, escrito pelo jesuíta peruano Antonio Ruiz de Montoya. Foi o primeiro dicionário guarani-espanhol.
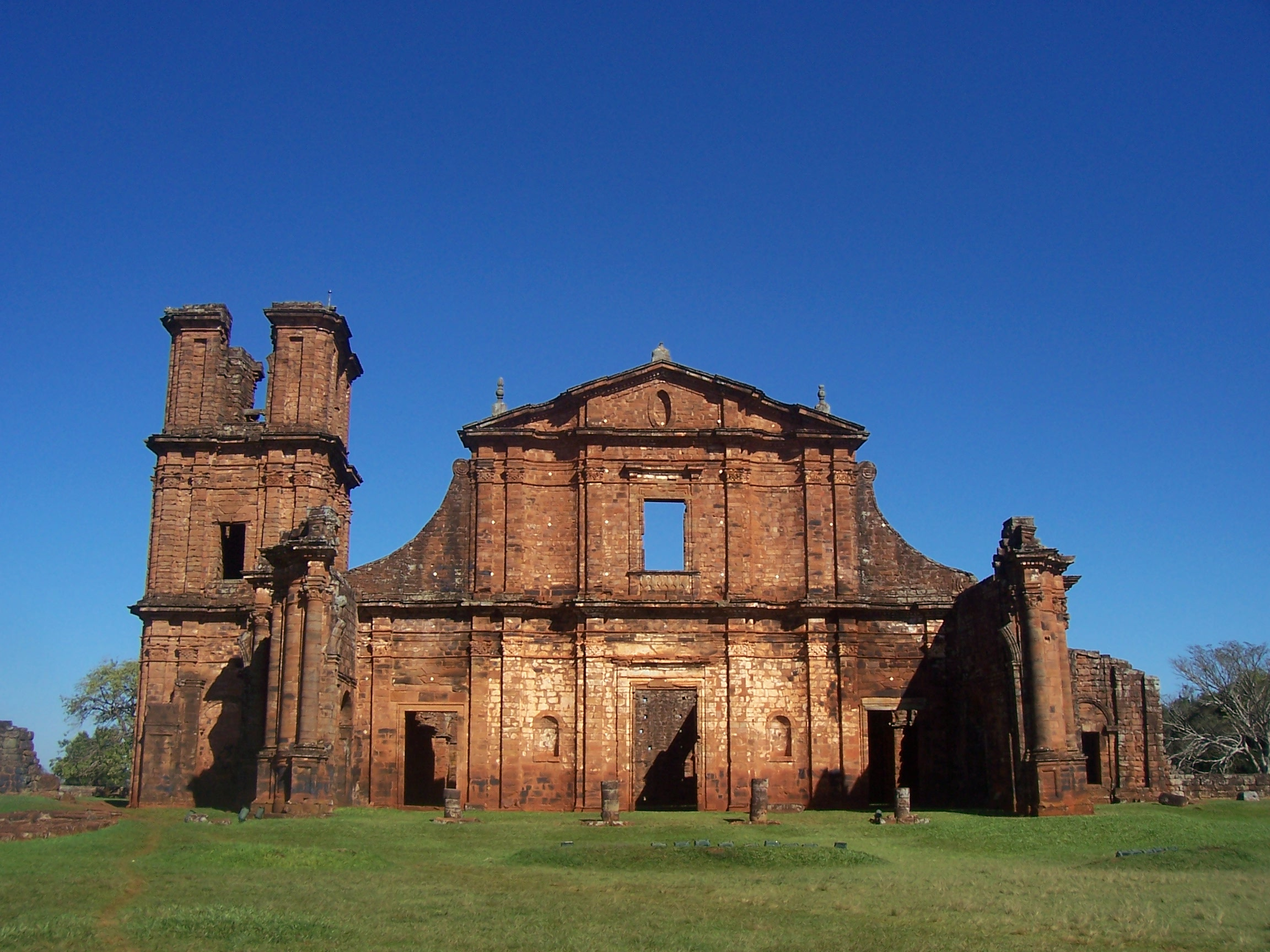
As ruínas de São Miguel, região dos Sete Povos das Missões, no Rio Grande do Sul.
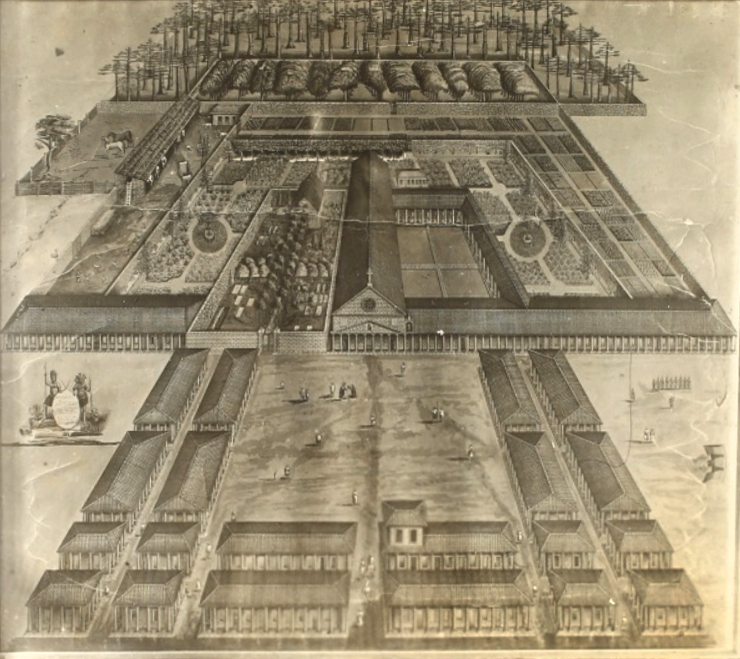
O sofisticado plano urbanístico da Redução de São João Batista, na região dos Sete Povos das Missões, no Rio Grande do Sul.
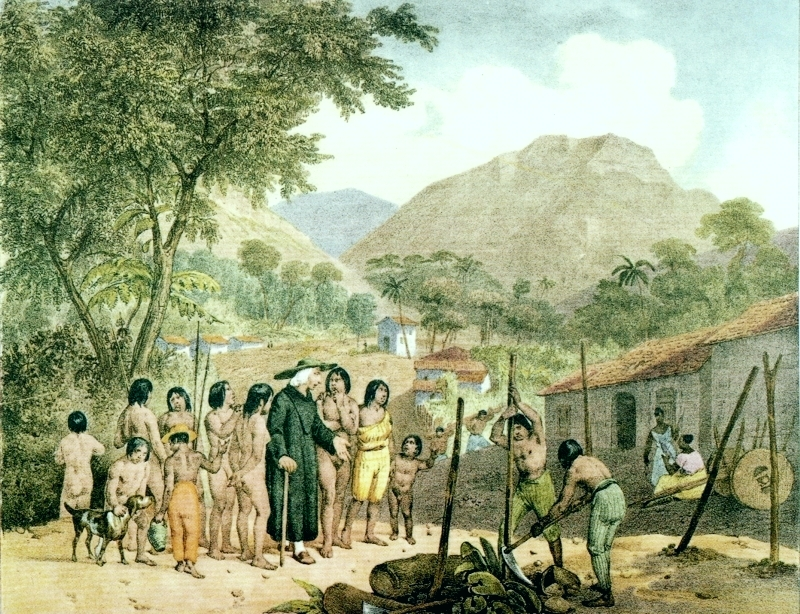
Aldeia dos Tapuias, com um padre no centro, pintado por Rugendas, por volta de 1820.
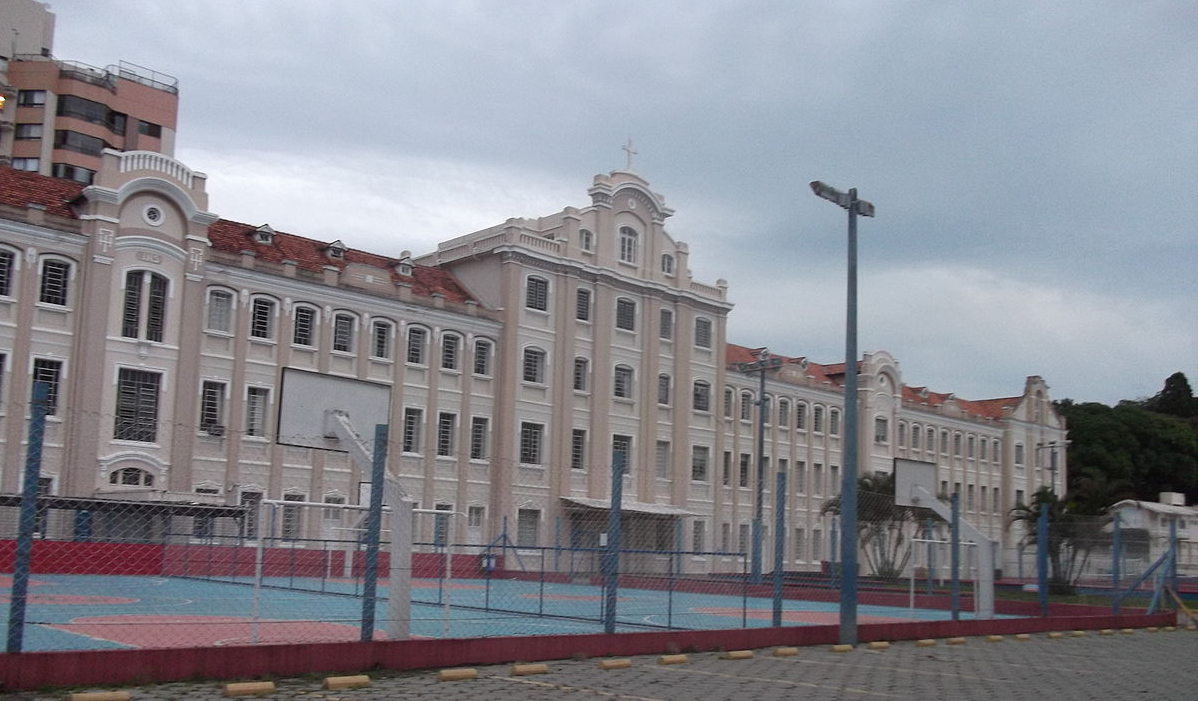
Colégio Catarinense de Florianópolis, referência em Santa Catarina, fundado pelos jesuítas em 1905.
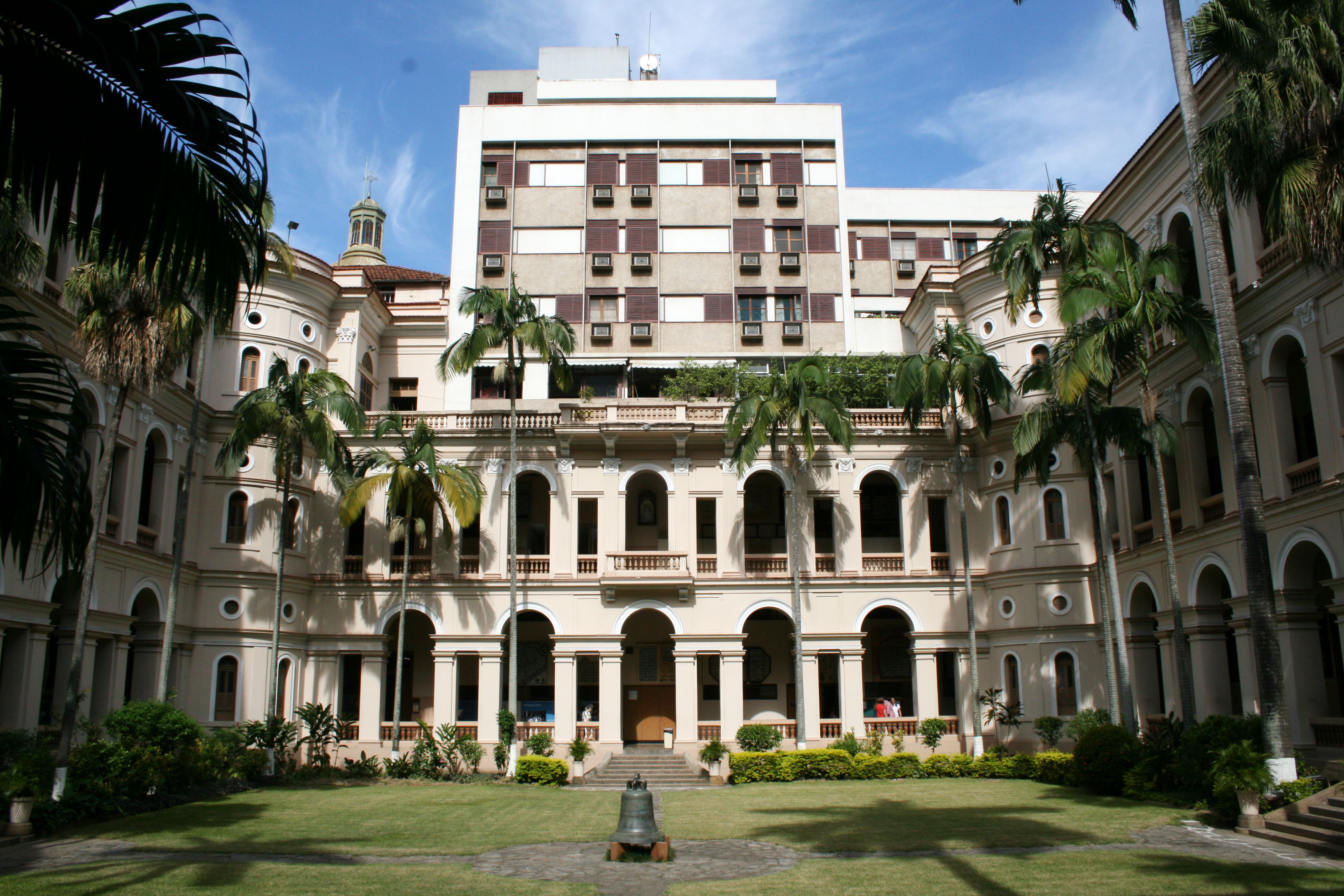
Colégio Santo Inácio em Botafogo, referência no Rio de Janeiro, fundado pelos jesuítas em 1903. No centro do pátio o sino do antigo Colégio dos Jesuítas do Rio de Janeiro.
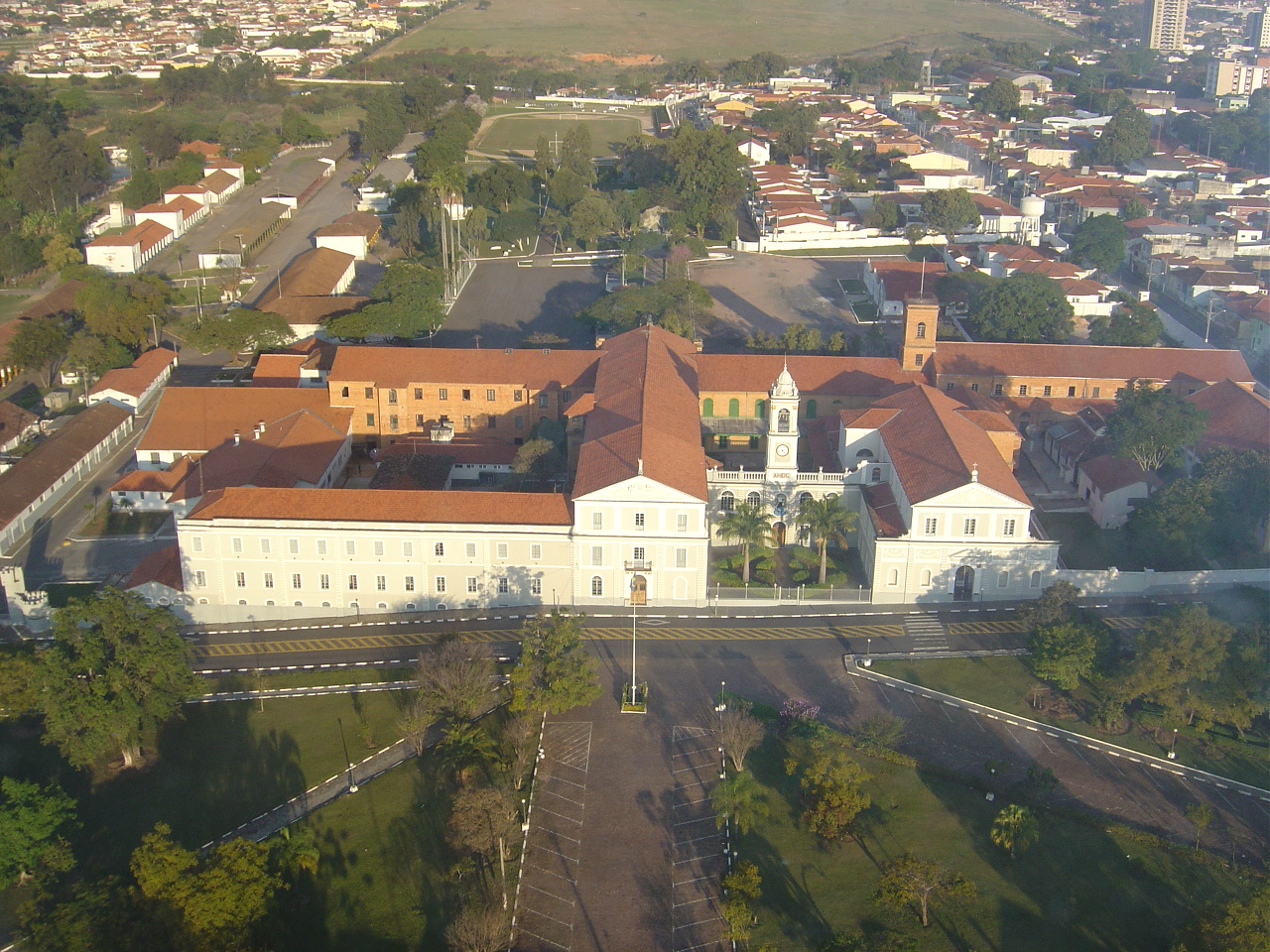
Regimento Deodoro, em Itu, São Paulo, onde por anos funcionou o Colégio São Luís, fundado pelos jesuítas em 1867.]]Em 1872 foram expulsos da Alemanha por Otto von Bismarck, tendo várias de suas lideranças emigrado para o sul do Brasil, estabelecendo núcleos de estudos como o que em São Leopoldo daria origem à Unisinos.
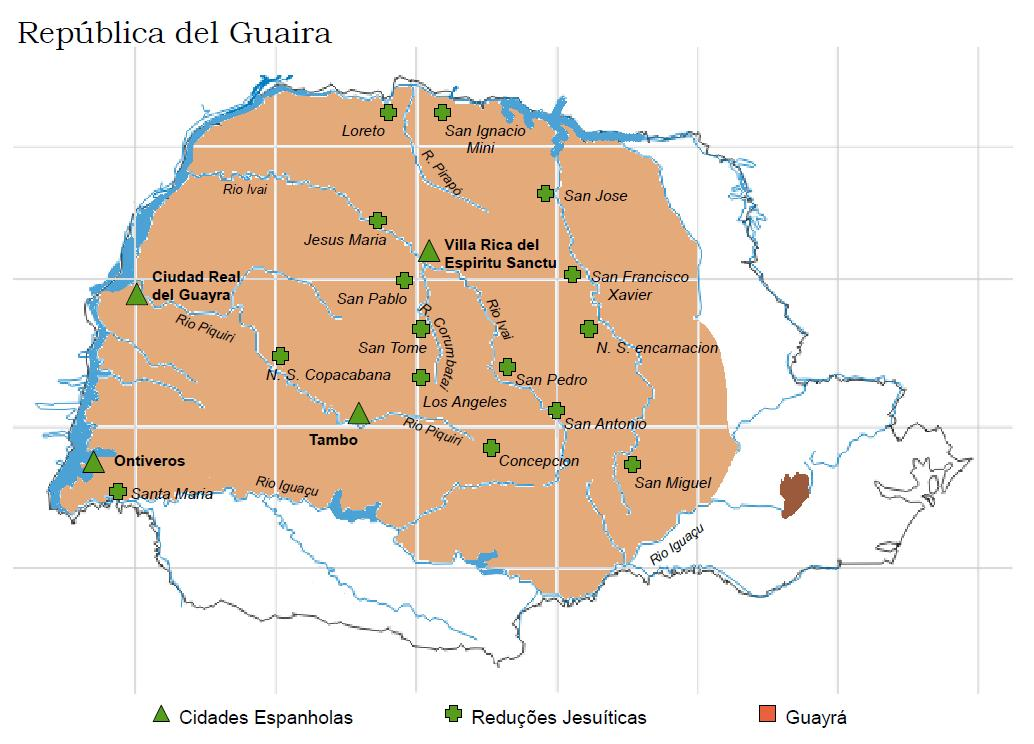
Mapa do estado atual do Paraná mostrando a região do Guayrá em marrom. Missões jesuítas estão marcadas com cruzes e assentamentos espanhóis com triângulos.
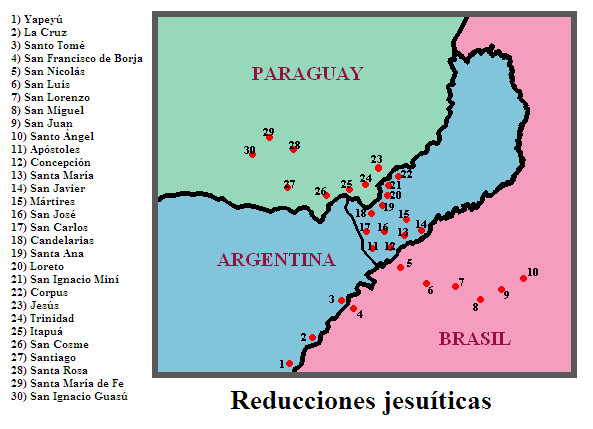
Localização dos Sete Povos (área em rosa).